# Sauropus rigens
Sauropus rigens är en emblikaväxtart som först beskrevs av Ferdinand von Mueller, och fick sitt nu gällande namn av Airy Shaw. Sauropus rigens ingår i släktet Sauropus och familjen emblikaväxter. Inga underarter finns listade i Catalogue of Life.